# El cuaderno gris
El quadern gris (El cuaderno gris, en su traducción al español) es un libro autobiográfico del escritor y periodista español Josep Pla. Está considerado la obra cumbre de su autor, y una de las más importantes de la literatura en catalán. Escrito entre el 8 de marzo de 1918 y el 15 de noviembre de 1919, vio la luz pública en 1966, no sin antes sufrir un profundo trabajo de reescritura y reelaboración por parte de su autor. El quadern gris ha sido traducido a distintos idiomas, además de contar con una versión en línea y una adaptación teatral.